# Крюгер, Шарль
Шарль Крюгер (фр. Charles Krüger; 9 марта 1896, Люксембург — 8 марта 1990, Люксембург) — люксембургский футболист, вратарь. Участник летних Олимпийских игр 1920 года.

## Биография
Шарль Крюгер родился 9 марта 1896 года в городе Люксембург.
Играл в футбол на позиции вратаря. В сезоне-1920/21 выступал за «Фолу» из Эш-сюр-Альзетта, в составе которой серебряным призёром чемпионата Люксембурга.
В 1920 году вошёл в состав сборной Люксембурга по футболу на летних Олимпийских играх в Антверпене, поделившей 9-16-е места. Участвовал в единственном для люксембуржцев матче 1/8 финала против сборной Нидерландов (0:3), провёл его полностью, пропустил 3 мяча.
Матч на Олимпиаде остался для Крюгера единственным в составе сборной Люксембурга.
Умер 8 марта 1990 года в городе Люксембург.

## Достижения

### Командные
«Фола»
- Серебряный призёр чемпионата Люксембурга: 1919/20.